# More D4ta
More D4ta — четвертий студійний альбом електронного тріо Moderat реліз якого відбувся 13 травня, 2022 року. 9 лютого 2022 року було випущено перший сингл «Fast Land» та відео до нього. 11 березня гурт випустив другий сингл «Easy Prey» та відео до нього.
«More D4ta» випускався у трьох різних фізичних форматах (Deluxe та Standard Vinyl, CD) та за попередніми замовленнями.

## Список композицій
| #     | Назва       | Тривалість |
| ----- | ----------- | ---------- |
| 1.    | «Fast Land» | 3:39       |
| 2.    | «Easy Prey» | 4:26       |
| 3.    | «Drum Glow» | 4:44       |
| 4.    | «Soft Edit» | 1:24       |
| 5.    | «Undo Redo» | 4:38       |
| 6.    | «Neon Rats» | 7:30       |
| 7.    | «More Love» | 4:36       |
| 8.    | «Numb Bell» | 5:23       |
| 9.    | «Doom Hype» | 4:06       |
| 10.   | «Copy Copy» | 4:23       |
| 44:49 |             |            |